# マシュー・フォックス (レーシングドライバー)
マシュー・フォックス(Mathew fox､1966年 -)は、オーストラリアのレーシングドライバー。

## 経歴
1999年よりオーストラリア・スーパーツーリング選手権に参戦。日産・プリメーラやフォード・モンデオで参戦した。同選手権が消滅後は、オーストラリアのフォーミュラレースに参戦し、2007年には、シリーズ2位となっている。その後は、スポーツカーレースなどオーストラリアのレースに2017年現在も参戦し、活躍している。